# Lindos
Lindos (græsk Λινδος) er en by og et arkæologisk udgravningsområde beliggende på østkysten af den græske ø Rhodos, 55 km syd for Rhodos by. Byen er et populært turistmål, da den er den eneste af Rhodos's tre antikke byer, der stadig består som bysamfund.
Ovenfor den nyere del af byen ligger Lindos' akropolis, som er et naturligt fort, som gennem tiderne er blevet successivt udbygget af antikkens grækere, romere, byzantinere, korsfarerriddere og osmannerne.
Byen er også kendt som "Den hvide by". Den har flere tag-restauranter.
Området blev i 1904 udgravet af de danske arkæologer Christian Blinkenberg og Karl Frederik Kinch.
De fandt bl.a Lindos Tempelkrønnike fra 99 f.Kr.
Korsridderne befæstede i 1300-tallet Akropolis, og fra denne tid ses de store mure og rester af enkelte bygningsværker.

## Turistattraktioner
De slanke søjler i Athenetemplet stammer fra det 4. århundrede f.Kr..
Inden opturen til fortet findes en mindeplade for de danske arkæologer Karl Frederik Kinch og Christian Blinkenberg, som fandt Den Lindiske Tempelkrønike, der nu findes på Nationalmuseets Antiksamling i København.

## Galleri
- Den bilfrie gamle bydel
- Athene templet
- Indgang til et kaptajns- hus med den typiske stenbelægning på gaden
- Kirke i den gamle bydel
- Græsk indskrift.
- Badestrand ved Lindos
- Et blik ud over naturhavnen nord for Akropolis
- Et blik ud over bugten syd for Akropolis

### Arkæologiske fund
- Athene-templet, set fra borgens højeste punkt, fra SSV. Taget før udgravning. Lindos. Fotografi taget af Carlsbergfondets Rhodos-ekpedition 1902-1914
- Detalje af Den Lindiske Tempelkrønike
- Skarabæ i glaseret steatit med inskription Men-kheper-Re, der er Thutmose d. III's tronnavn
- Mands- og kvindefiguriner af terrakotta fra Lindos
- Siddende løve af kalksten. Munden er åben og spor af rød maling kan ses på tunge, læber, næsebor og ører